# حديقة النيزك (مسلسل 2018)
حديقة النيزك هو مسلسل صيني من بطولة شان يو وديلان وانغ عرض المسلسل في الفترة من 9 يوليو حتى 29 أغسطس 2018.

## روابط خارجية
حديقة النيزك (مسلسل 2018) على موقع IMDb (الإنجليزية)
- حديقة النيزك (مسلسل 2018) على موقع نتفليكس (الإنجليزية)
- حديقة النيزك (مسلسل 2018) على موقع كينوبويسك (الروسية)
- حديقة النيزك (مسلسل 2018) على موقع قاعدة بيانات الفيلم (الإنجليزية)